# كأس فرنسا 2004–05
كأس فرنسا 2004–05 (بالفرنسية: Coupe de France de football 2004-2005)‏ هو الموسم 88 من كأس فرنسا. أشرف على تنظيمه اتحاد فرنسا لكرة القدم، وفاز فيه نادي أوكسير.